# Чеберчино
Чеберчино (эрз. Цибирьцина) — село в Дубёнском районе Мордовии. Административный центр Чеберчинского сельского поселения.

## География
Расположено на речке Чеберчинке, в 18 км от районного центра и 42 км от железнодорожной станции Атяшево. Название-гидроним тюркского происхождения (тат. чебер «красивый»).

## История
Основано в начале XVII века. В «Книге письма и меры» Д. Пушечникова и А. Костяева (1624) указано, что Чеберчино принадлежало роду алатырских воевод («Львовым крестьянам Плещеева»).
В начале XVIII веке Чеберчино, вместе с Голодяевкой и Явлейкой, царь Пётр I пожаловал за верную службу А. И. Румянцеву, которого в 1731 году Анна Иоановна отправила в ссылку именно в это село.
При создании в 1780 году Симбирского наместничества село Голодяево, помещичьих крестьян, село Чеберчино, помещичьих крестьян, тут же деревня Евлейка, помещичьих крестьян, вошло в Котяковский уезд.
В 1796 году — в составе Алатырского уезда Симбирской губернии.
Храмов в селе два: холодный и теплый. Холодный храм каменный, построен в 1798 году графом Петром Александровичем Румянцевым-Задунайским; престолов в нём три: главный — в честь Казанской иконы Божией Матери и в приделах: в правом — в честь поклонения честным веригам св. апостола Петра и в левом — во имя Святителя и Чудотворца Николая. Тёплый храм тоже каменный, без колокольни, с одним престолом — во имя Архистратига Божия Михаила.
В «Списке населённых мест Симбирской губернии» (1859) Чеберчино отмечено как село удельное, состоящее из 196 дворов Алатырского уезда.
В 1872 году при содействии И. Н. Ульянова в Чеберчине была открыта начальная народная школа, в которой более 40 лет проработал учителем А. С. Пластов.
В 1884 году в селе уже было 279 дворов (2437 чел.), а в 1913 году — 436 дворов (2058 чел.).
В начале 1930-х гг. был организован колхоз «Возрождение», с 1937 г. — «Красное Польцо», «Красная Звезда», им. Ворошилова, с 1960 г. — укрупненное хозяйство «Коммунар», с 1997 г. — СХПК.
В современном селе расположены: средняя школа, библиотека, Дом культуры, отделение связи, аптека, кафе, 4 магазина, участковая больница с грязелечебницей .

## Население
| 2002 | 2010 |
| ---- | ---- |
| 530  | ↘414 |

| 1731 | 1884 | 1913 | 2001 | 2002 | 2010 |
| ---- | ---- | ---- | ---- | ---- | ---- |
| 1641 | 2437 | 2058 | 500  | 530  | ↘414 |

## Достопримечательности
- Обелиск воинам, погибшим в годы Великой Отечественной войны.
- Застройка трапециевидной площади (200 × 200 м; памятник архитектуры классицизма XVIII—XIX вв.) расположена в центре села. Композиционным центром была несохранившаяся колокольня; ныне доминирует купольная ротонда Казанской церкви (1798) (в 1999 году зимний приход церкви был восстановлен и освящён), на одной оси с которой с восточной стороны размещён мавзолей; южнее расположена прямоугольная в плане Михаило-Архангельская церковь (2-я половина XIX века).

## Известные жители
- Ягунов, Павел Максимович — участник Гражданской и Великой Отечественной войн.
- Манин, Александр Андреевич — старший сержант РККА, участник Великой Отечественной войны, Герой Советского Союза (1944).

## Источник
- Энциклопедия Мордовия, Н. Ю. Лысова, М. М. Сусорева.